# Mietshaus Bürgerwiese 14

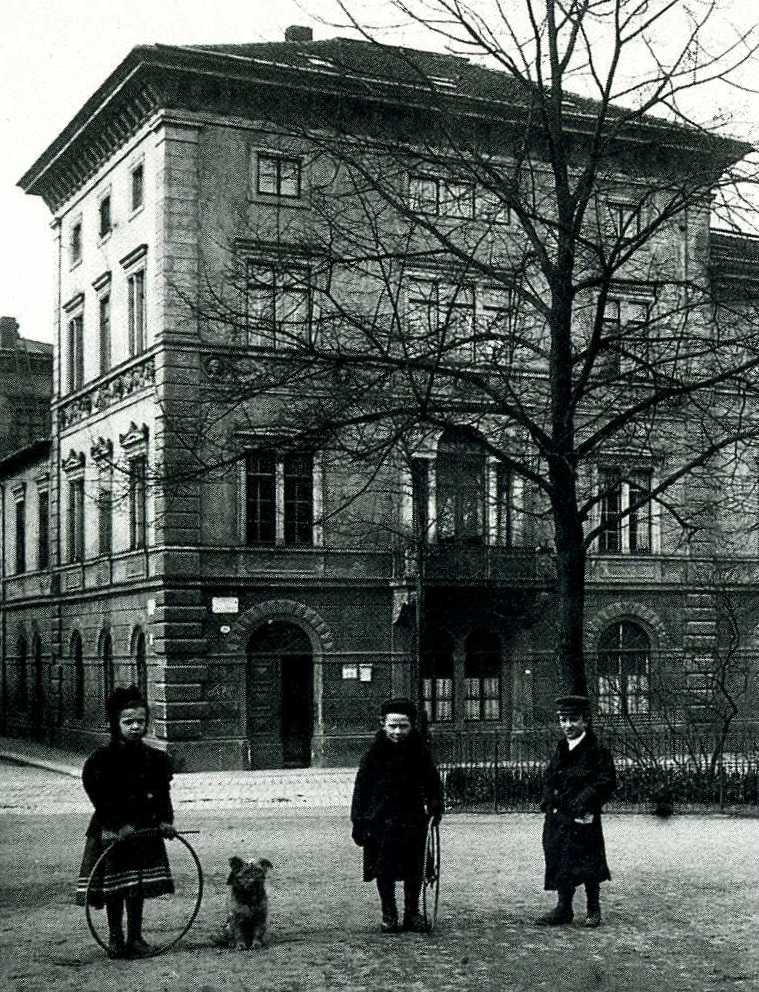
Dresden, Bürgerwiese 14. Am rechten Bildrand erkennt man den Verbindungsbau zum Haus Bürgerwiese 15.

Das Mietshaus Bürgerwiese 14 (zuvor Halbe Gasse 2, später An der Bürgerwiese 26) wurde 1838 von Woldemar Hermann erbaut. Es wurde als palaisartiges Wohnhaus im Stil des Klassizismus mit Anklängen an die historistische Neorenaissance errichtet. Es stand an der Südseite der Dresdner Bürgerwiese, Ecke Lindengasse, gegenüber dem Dohnaischen Schlag. Der Abbruch aller Gebäudeteile erfolgte 1899.

## Beschreibung
Das dreistöckige Eckhaus mit Mezzanin wurde als stattliches herrschaftliches Wohnhaus errichtet. Sowohl die Schaufassade als auch die Seitenfassade nahmen jeweils drei Fensterachsen ein. Dadurch entstand eine kubische Form des Baukörpers. Das gequaderte Erdgeschoss mit einer kräftigen Eckrustifizierung zeigte Rundbogenfenster. Die Fenster der beiden glatt verputzten Obergeschosse, zeigten eine flachgiebelige Verdachung mit Akroterienschmuck, Spiegeln und einer zarten Eckquaderung. Ein reichgestaltetes Relief befand sich unterhalb des Gebälks. So waren dort vollplastische Büsten, Vasen und Kandelaber, Greifen und kniende Figuren zu sehen.
Während die kubische Geschlossenheit des Hauses vom Klassizismus geprägt war, zeigte das in der Mitte des Hauptgeschosses befindliche Venezianische Fenster („Palladio-Motiv“) Formen der Neorenaissance.

## Standort und Geschichte
Auftraggeber des Baus war François Frédéric Xavier de Villers (1770 in Boulay (Frankreich) – 1846 in Dresden), der im Adressbuch von 1839 als Professor der französischen Sprache geführt wird. Villers hatte bereits 1826/27 mit dem Schwanenhaus im ehemaligen Coselschen Garten von Architekt Woldemar Hermann ein Mietshaus errichten lassen.
Ihm gehörte ein großes Grundstück auf dem Gartengelände des nun als Militärhospital genutzten Palais Moszinska. Dort stand bereits ein de Villers gehörendes Gebäude, an dessen hofseitigen Anbau das neue Haus direkt angesetzt wurde. De Villers verkaufte Parzellen seines großen Grundstücks und gilt als einer der Auslöser des Baubooms im späteren Englischen Viertel. In den Folgejahren entstanden unter anderem die Lüttichaustraße, die Lindengasse und die Moscinskystraße auf dem Parkgelände des Moszynska-Palais.
So begann die Dresdner Bürgerwiese, sich in den 1830er-Jahren zu einem vornehmen Areal mit großbürgerlichen Bauten zu wandeln. Bis dahin war die Bürgerwiese eine von der Stadt als Viehweide verpachtete ummauerte Wiese gewesen. Doch mit zunehmender Bebauung wuchs der Wunsch nach der Anlage eines Gartens. Schon 1835 hatten sich mehrere gut situierte Anwohner, darunter Frédéric de Villers und der Königliche Leibarzt Friedrich Ludwig Kreysig, über ihre völlige Isolierung von der Stadt beschwert und über die Mauer, die der Wiese den Anschein eines Tierzwingers verleihe. 1838 beschlossen die Dresdner Stadtverordneten, die tieferliegende Innere Bürgerwiese auffüllen zu lassen und eine Gartenanlage anzulegen.
Im Jahr 1856 lebten im Haus, dessen Eigentümer nun als Herr von der Trenk angegeben wird, im Parterre ein „Herrendiener“, im ersten Obergeschoss die Witwe Frau von Tempsky und die als „Privata“ bezeichnete Frau von Broizem. Eine Etage darüber lebte die Witwe eines Kammerherrn am sächsischen Hofe, Gräfin von Rex. Im Mezzaningeschoss unter dem Dach wohnte Carl Theodor Chalybäus, der Direktor des Grünen Gewölbes.
Die Adresse des Wohnhauses wechselte mehrfach. Erbaut wurde es, bevor die Halbe Gasse und die Dohnaische Gasse, die beide entlang der Bürgerwiese verliefen, zu „An der Bürgerwiese“ zusammengefasst wurden. Zur Zeit der Erbauung lautete die Adresse Halbe Gasse 278, die Häuser wurden damals noch mit ihrer Katasternummer bezeichnet. 1839 führte die Dresdner Stadtverwaltung die straßenweise Nummerierung der Häuser ein. So erscheint das Haus im Adressbuch von 1840 gemeinsam mit dem Nachbarhaus als „Halbegasse 2 u. 3 (…) de Villers“.
Später lautete die Adresse Bürgerwiese 14, bis die Nummerierung auf die heutige Zählweise umgestellt wurde (gerade Hausnummern auf der einen Seite, ungerade auf der anderen). So lautete die Adresse bis zum Abriss Bürgerwiese 26.
Das Gebäude wurde 1899 zusammen mit den älteren Gebäuden auf demselben Grundstück und gemeinsam mit dem Seebachschen Haus abgerissen, um moderner Blockrandbebauung Platz zu machen. An ihre Stelle wurden drei herrschaftliche Jugendstil-Mietshäuser gesetzt, so das Mietshaus Bürgerwiese 20 und das sogenannte Dianabad.